# Лаговское (деревня)
Лаговское — деревня в Подольском районе Московской области России. Входит в состав сельского поселения Лаговское (до середины 2000-х — Лаговский сельский округ).

## География
Деревня Лаговское расположена примерно в 14 км к югу от центра города Подольска. Восточнее деревни проходит Симферопольское шоссе, а западнее — старое Варшавское шоссе. Ближайший населённый пункт — посёлок городского типа Львовский. У деревни Лаговское берёт начало река Рогожка.

## История
Первое упоминание о деревне относится к XVI веку. В древности это было помещичье сельцо Подвязье. Рядом с деревней находилась усадьбы, от которой сохранился только парк и пруды. В документах 1859 года сельцо упоминается под двойным именем Подвязное (Логовщина). Тогда в сельце было 24 двора и 196 крестьян. Есть две версии происхождения названия «Логовщина»: от рельефа местности — лог (балка), или от фамилии владельцев — помещиков Лаговчиных. Официальное название — Лаговская — было утверждено в 1929 году. В конце 1950-х деревня стала административным центром Лаговского сельского совета.

## Население
| 2002 | 2006 | 2010 |
| ---- | ---- | ---- |
| 143  | ↗147 | ↘138 |

Согласно Всероссийской переписи, в 2002 году в деревне проживало 143 человека (69 мужчин и 74 женщины). По данным на 2005 год в деревне проживало 147 человек.

## Инфраструктура
В настоящее время деревня электрифицирована и газифицирована. Есть уличное освещение, телефон, дорога с твёрдым покрытием. В некоторых коттеджах имеется канализация. Есть детская игровая площадка.
В 1980-х годах в деревне был установлен памятник местным жителям, погибшим в Великой Отечественной войне

## Транспорт
Через деревню ходит автобус № 42: Львовский — Романцево. .